# MG3
MG3 (нім. Maschinengewehr 3) — єдиний кулемет розроблений у ФРН під набій 7,62×51 мм НАТО. Конструкція кулемета була створена на основі кулемета MG 42 часів Другої світової війни, який використовував набої 7,92×57 мм Mauser.
MG3 було стандартизовано наприкінці 1950-х років і прийнято на озброєння новоствореним Бундесвером, де він досі використовується як зброя підтримки відділення та кулемет, встановлений на техніці. Ця зброя та її похідні також були придбані збройними силами більш ніж 40 країн. Права на виробництво кулемета були придбані Італією (MG 42/59), Іспанією, Пакистаном (MG 1A3), Грецією, Іраном, Суданом та Туреччиною.

## Історія

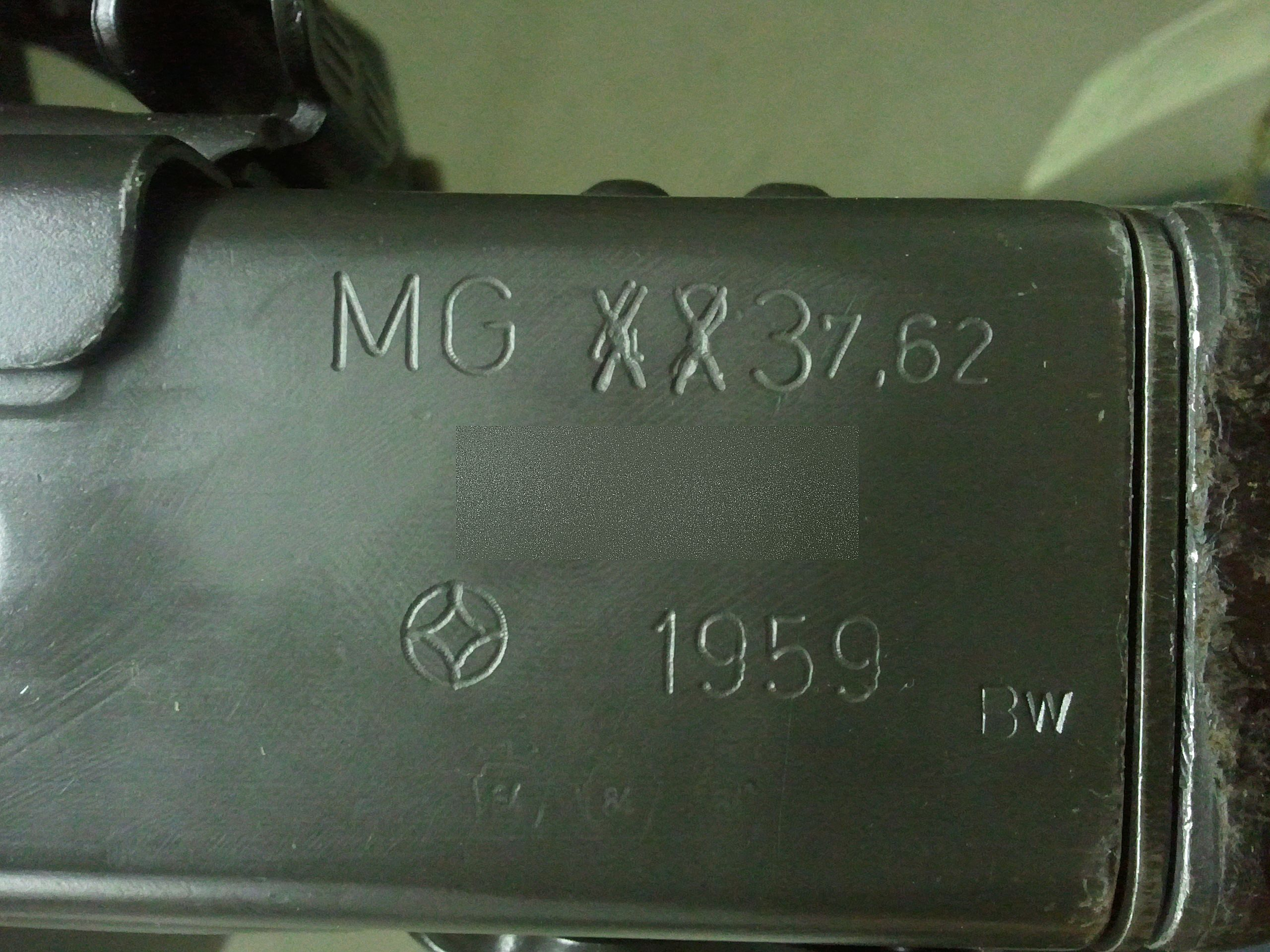
Маркування на оригінальному MG 42, переобладнаному в MG3

Наприкінці Другої світової війни оригінальні технічні креслення та дані для кулемета MG 42, розрахованого на набій 7,92×57 мм Mauser, були захоплені радянськими військами. Пізніше їх передали до Чехословаччини та Югославії. Компанії Rheinmetall довелося здійснити зворотне інженерне проектування перших повоєнних кулеметів на основі оригінального MG 42.
Виробництво першого повоєнного варіанту MG 42, адаптованого під набій 7,62×51 мм НАТО (під позначенням MG1), було розпочато в 1958 році на заводі Rheinmetall на запит Бундесверу. Незабаром кулемет було модернізовано, йому додали ствол із хромованим покриттям та приціли, налаштовані під новий набій. Ця модель отримала назву MG1A1 (також відома як MG 42/58).
Через те, що організація виробництва нових кулеметів потребувала значного часу, Бундесверу довелося закупити за кордоном значну кількість кулеметів MG 42, захоплених у нацистській Німеччині, і переробити їх під патрон 7,62×51 мм НАТО (замінивши ствол і деталі механізму подачі стрічки). Такі перероблені кулемети отримали в Бундесвері індекс MG2. Після деякої модернізації кулеметів MG1 у виробництво був запущений остаточний варіант кулемета, відомий як MG3.
Завдяки його високій технологічності та бойовим якостям цей кулемет широко поставлявся на експорт, як під своїм «армійським» позначенням, так і під комерційним індексом компанії Рейнметалл — MG 42/59. Перебуває на озброєнні Бундесверу і широко експортується в різні країни. Виробляється також за ліцензією в Греції, Пакистані, Іспанії і Туреччині.
У кулеметах MG3 приймач стрічки модифікований так, що він може використовувати як стрічки з нерозсипними ланками, так і з розсипними. Його відрізняє такий же високий темп стрільби, як і у його попередника. Темп стрільби чергами залежить від маси затвора: чим легше затвор, тим вище скорострільність кулемету. Для MG3 випускаються два варіанти комплектів затворів і зворотних пружин — стандартний (затвор масою 650 грамів), що забезпечує темп стрільби близько 1000—1200 пострілів на хвилину, і важкий (затвор важить близько 900 грамів) для темпу стрільби близько 800—950 пострілів на хвилину.
Хоча прототип кулемета був випущений вже понад 50 років тому, MG3, як і раніше залишається високоефективною зброєю. Через високу скорострільність при інтенсивній стрільбі необхідно змінювати ствол через кожні 250 пострілів. Заміна ствола займає 5—8 секунд.
Крім того, передбачена можливість використання всіх трьох патронних стрічок, що застосовуються в арміях країн НАТО: DM 1, а також розсипних ланкових: німецької DM 13 та американської M13.
У самій Німеччині виробництво MG3 припинено, і в піхоті йде поступова його заміна на більш легкий і маневрений, але і менш потужний кулемет HK MG4 калібру 5,56-мм.

## Застосування
Німецькі військові інструктують уникати тривалого вогню за будь-яких обставин. У ролі легкого кулемета з сошками користувачі MG3 навчаються вести короткі черги по 3—5 пострілів, намагаючись оптимізувати прицілювання між чергами, що йдуть одна за одною. У ролі середнього кулемета на тринозі користувачі MG3 навчаються вести як короткі черги, так і довші черги по 20—30 пострілів, також оптимізуючи прицілювання між чергами. Бундесвер навчає солдатів замінювати ствол кулемета MG3 після 150 бойових пострілів (або 100 холостих) під час інтенсивного вогню на новий, більш холодний ствол. Повторно використовувати ствол можна лише тоді, коли він досяг температури, за якої його можна тримати голою рукою протягом 30 секунд. Перевагою MG3 є те, що заміна ствола — це надзвичайно проста процедура. Недотримання цієї технічної вимоги призводить до передчасного виходу ствола з ладу. Під час заміни ствола слід бути обережним, адже після тривалої черги він може бути небезпечно гарячим. Члену кулеметного розрахунку, відповідальному за заміну гарячого ствола, видаються захисні рукавички з азбесту або тканини, щоб запобігти опікам рук. Ефективна швидкість стрільби становить близько 250—300 пострілів на хвилину.

## Конструкція

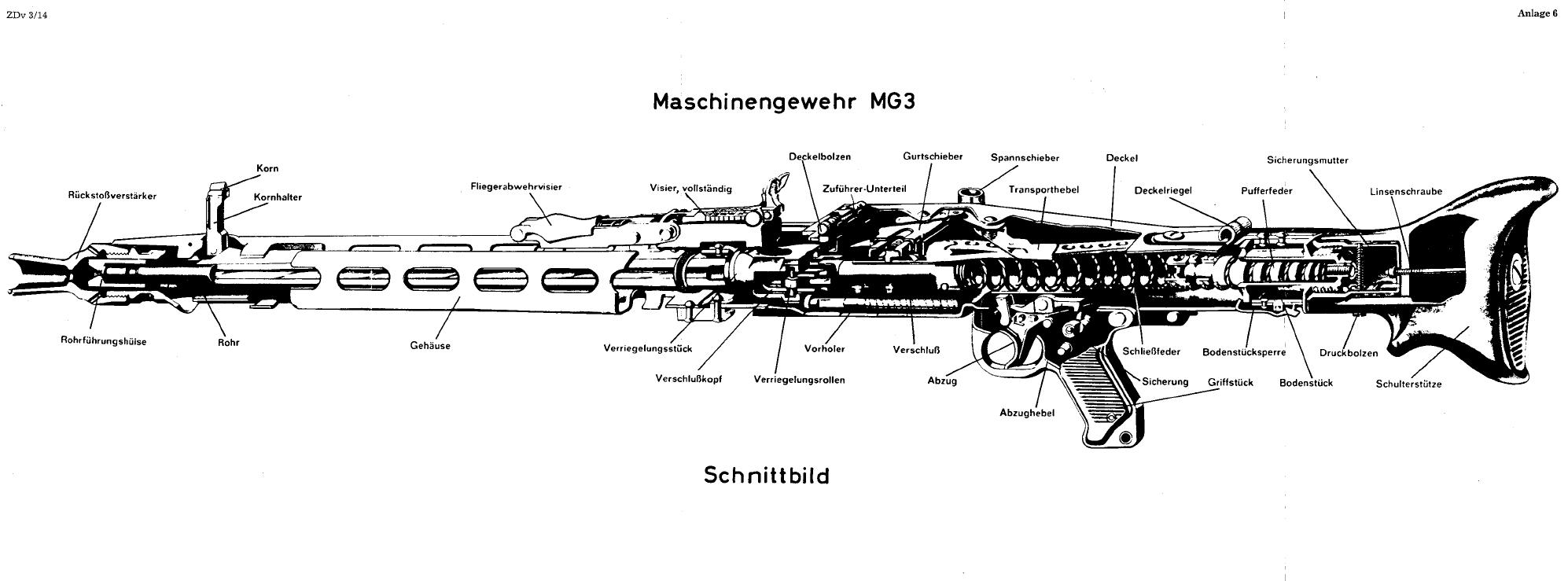
Схематичне зображення кулемету MG3

### Механізм роботи
MG3 — автоматична, повітряного охолодження, стрічкова зброя з коротким ходом ствола. Вона має механізм замикання затвора за допомогою роликів, який складається з головки затвора, пари роликів, втулки ударника, корпуса затвора та зворотної пружини. Затвор надійно замикається клиноподібною втулкою ударника, яка виштовхує два циліндричні ролики, розташовані в головці затвора, у відповідні пази в продовженні казенної частини ствола.
Під час пострілу і ствол, і його подовжувач відкочуються назад. Отриманий удар (подібно до принципу дії маятника Ньютона) рухає затворну раму назад, витягуючи клин і обидва ролики, які втягуються всередину та виходять зі своїх пазів завдяки нерухомим кулачкам, розблоковуючи головку затвора. Затворна рама та затвор продовжують рух назад разом, керуючись фіксованими напрямними, тоді як ствол і його подовжувач повертаються у вихідне положення.
При поверненні затвора вперед удар роликів об кулачкові поверхні на казенній частині переміщує ролики зі своїх місць, а разом із поверхнями втулки ударника змушує ролики висуватися назовні, блокуючи головку затвора у подовжувачі ствола та забезпечуючи повне замикання.
У затворі також розташовані пружинний екстрактор гільз і викидач. Викидання відбувається, коли викидач вдаряє по буферній головці, передаючи поштовх вперед через штангу викидача, яка б’є по штифту викидача. Цей штифт натискає на верхню частину основи гільзи, яка все ще утримується екстрактором у нижній частині, змушуючи порожню гільзу обертатися та викидатися вниз через жолоб для викидання.

### Характеристики
Кулемет оснащений лише автоматичним ударно-спусковим механізмом і поперечним запобіжником у вигляді кнопки, якою керують стрілецькою рукою (у «безпечному» положенні відмикання затвора блокується). Зброя веде вогонь із відкритого затвора. Темп стрільби може змінюватися шляхом встановлення різних затворів і зворотних пружин. Важчий затвор потребує більше енергії віддачі для подолання інерції, що сповільнює роботу механізму. На кулеметах MG 3 доступні два типи затворів: стандартний (вагою приблизно 650 г) для стандартного темпу стрільби 1000—1200 пострілів за хвилину і важкий (вагою приблизно 900 г) для зниженого темпу стрільби 800—950 пострілів за хвилину. Ці затвори використовуються разом із різними зворотними пружинами.
MG3 заряджається з лівого боку через подаючий блок, використовуючи металеві, нерозсипні (фіксованої довжини) стрічки Patronengurt DM1 на 50 патронів (які можуть поєднуватися) або розсипні стрічки M13 чи DM6. У ролі легкого кулемета MG3 оснащується синтетичним барабаном для набоїв, розробленим компанією Heckler & Koch, який вміщує стрічку на 100 патронів (або 120 у випадку розсипних стрічок). Барабан кріпиться до лівої сторони ствольної коробки, а його задня стінка є прозорою, що дозволяє візуально контролювати кількість боєприпасів. Система подачі працює через подаючий важіль, розташований у кришці приймача. Дві подаючі лапки з'єднані з переднім кінцем важеля через проміжну ланку та рухають стрічку в два етапи, коли затвор рухається назад і вперед під час стрільби.
Для ролі легкого кулемета MG3 оснащується полімерним прикладом і складними сошками.

### Ствол
MG3 має хромований ствол із системою швидкої заміни, чотирма правосторонніми нарізами та кроком нарізів 1:305 мм, вагою 1,7 кг. Як альтернатива, стволи MG3 можуть мати полігональну нарізку. Ствол інтегрований із казенною частиною. Під час тривалої стрільби необхідно змінювати ствол. Процес заміни виглядає так: кулемет зводиться, і важіль фіксатора ствола з правого боку ствольного кожуха повертається вперед. Потім казенна частина гарячого ствола відхиляється, і ствол можна зняти, піднявши або повернувши кулемет. Новий ствол вставляється через фіксатор ствола і дуловий підшипник. Коли фіксатор повертається назад, ствол блокується, і кулемет готовий до стрільби. Корпус ствольної коробки та перфорований кожух ствола виготовлені з штампованої листової сталі. Члену кулеметного розрахунку, який відповідає за заміну гарячого ствола, видаються захисні рукавички з азбесту, щоб уникнути опіків.
На кінці ствола встановлюється дульний пристрій, який виконує функції полум’ягасника, дульного гальма і підсилювача віддачі.

### Живлення

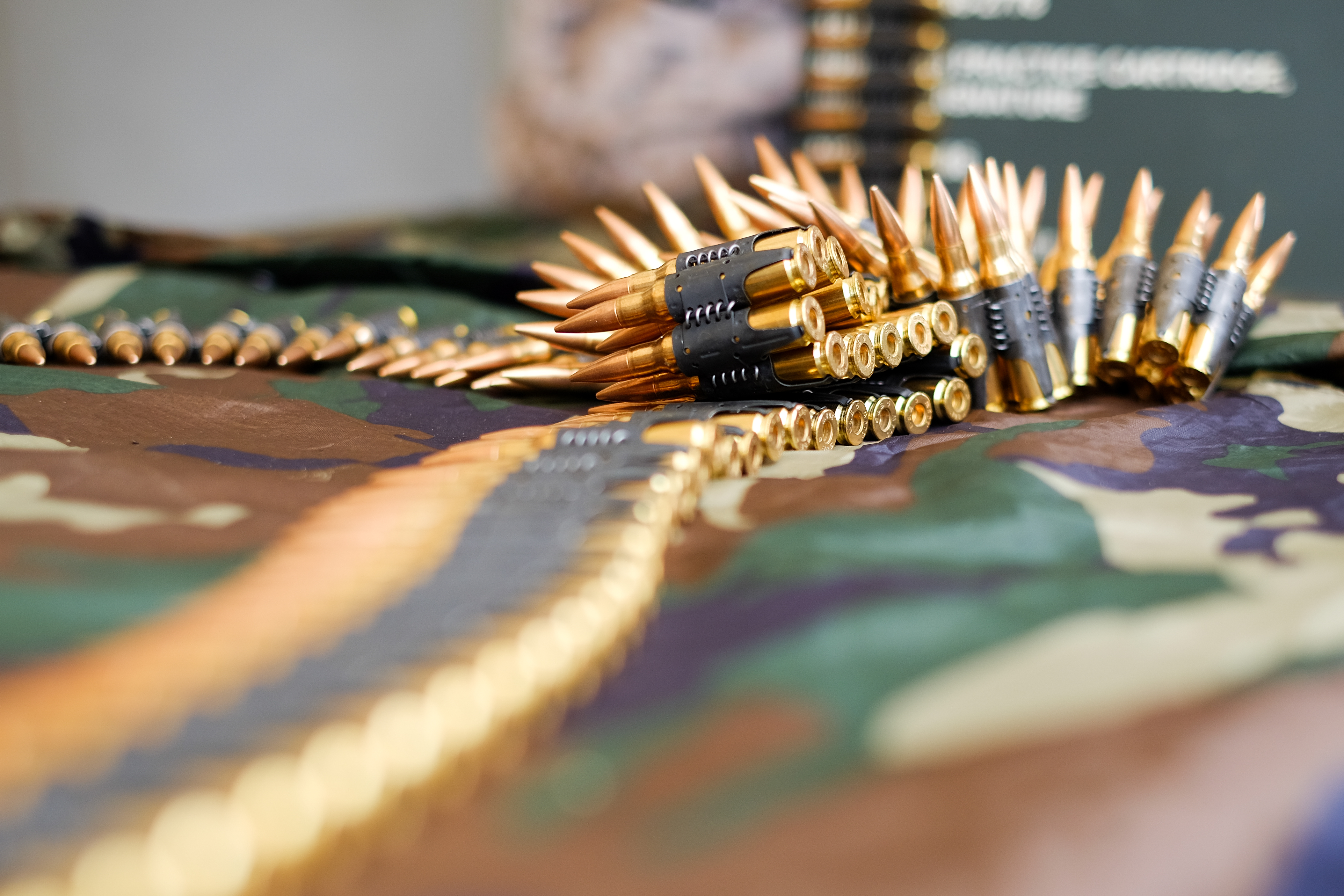
Металеві нерозсипні стрічки DM1

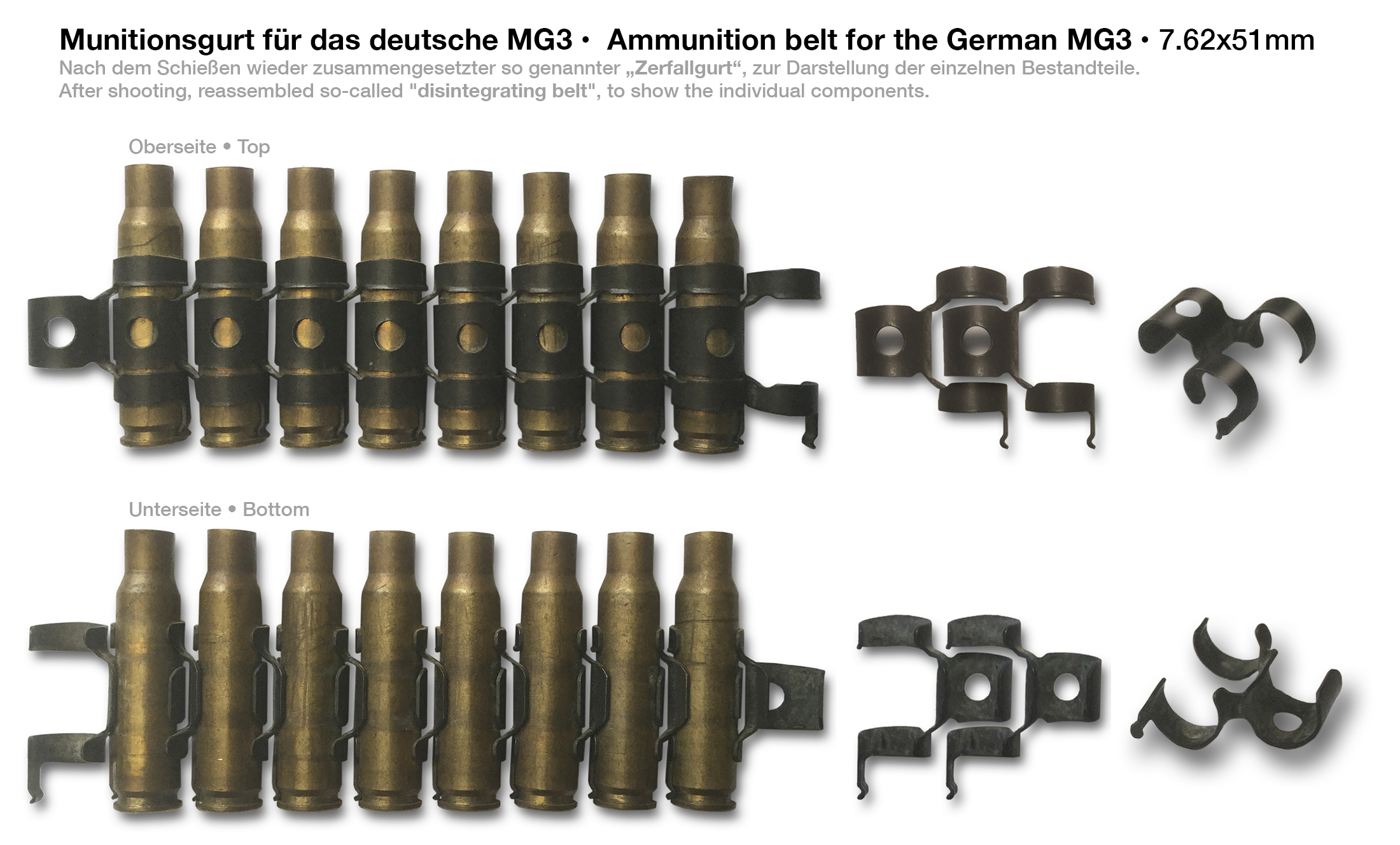
Металеві розсипні стрічки M13 (у Німеччині позначаються як DM60)

MG3 заряджається стрічками, які подаються зліва направо, використовуючи металеві нерозсипні (фіксованої довжини) стрічки DM1, ланки яких обгортаються навколо гільзи патрона та з’єднуються спіральним дротом з обох боків. Стрічки DM1 призначені для багаторазового використання і за дизайном базуються на останній версії стрічкової системи Gurt 34/41, що використовувалася в часи Другої світової війни для кулеметів MG 34 і MG 42. Стрічки DM1 попередньо заряджаються на заводах у відрізки довжиною 50 патронів, які можна з’єднувати до необхідної довжини. Відстріляні гільзи викидаються вниз, а порожні ланки транспортуються вправо.
Як альтернатива, MG3 також може використовувати розсипні металеві стрічки M13 (у Німеччині позначаються як DM60), які використовуються багатьма країнами-членами НАТО. Ланки M13 також застосовуються у кулеметах Dillon M134D Minigun, M60, FN MAG, HK21 і MG5. Розсипна металева стрічка подається з лівого боку, порожні ланки M13 викидаються праворуч, а відстріляні гільзи — вниз. Недорогі ланки M13 вважаються одноразовими.
Обидва типи стрічок — це стрічки із системою «виштовхування», які мають металеву губу, що фіксує патрони за закраїну, забезпечуючи їхнє правильне положення. Система подачі базується на прямому виштовхуванні патрона зі стрічки безпосередньо в патронник кулемета. Подання здійснюється у два етапи за допомогою подаючого механізму з лапками, який переміщує стрічку під час як заднього, так і переднього руху затвора, забезпечуючи плавний хід стрічки.
Для польового використання доступно кілька варіантів контейнерів для набоїв. Gurttrommel (стрічковий барабан) вміщує стрічку DM1 або DM60 на 50 патронів. Gurttrommel не є справжнім магазином, а лише утримує закручену стрічку, запобігаючи її заплутуванню, скручуванню чи застряганню під час мобільних атак. Сталевий ящик для боєприпасів DM2 вміщує стрічку DM1 на 250 патронів, а менший пластиковий ящик DM40004 — стрічку DM1 на 100 патронів або DM60/M13 на 120 патронів.
Німецькі військові, як правило, використовують нерозсипні стрічки DM1 для загального застосування, а розсипні стрічки DM60/M13 — у випадках, коли MG3 закріплений на транспортних засобах або авіації, що дозволяє збирати ланки для повторного використання.

### Прицільні пристрої
Відкритий механічний приціл має відносно коротку базу довжиною 430 міліметрів і складається з переднього прицілу типу «∧», регульованого по висоті, встановленого на складаній стійці, та заднього прицілу з відкритою V-подібною проріззю. Задній приціл ковзає по рампі, градуйованій від 200 до 1 200 метрів із кроком у 100 метрів. До верхньої частини ствольної коробки перед основним заднім прицілом прикріплений складаний приціл для зенітної стрільби.

#### Данський оптичний приціл C79 LMG
Як альтернатива відкритим прицілам, данські військові використовують оптичний приціл із кратністю 3,4×28, встановлений зверху ствольної коробки. Його можна налаштовувати в діапазоні від 300 до 800 метрів із кроком у 100 метрів для своїх MG3 (позначений як M/62) та пізніше для M/60E6. Що відрізняє данський C79 LMG Optic (позначений як M/98) від стандартного оптичного прицілу C79, так це унікальна сітка у вигляді шеврона висотою 12,5 TS та двох ліній TS зліва та справа завдовжки 7,5 TS, що починаються на відстані 2,5 TS від вершини шеврона. Також доступний приціл M/99 із конфігурацією для нічного бачення.

### Тринога

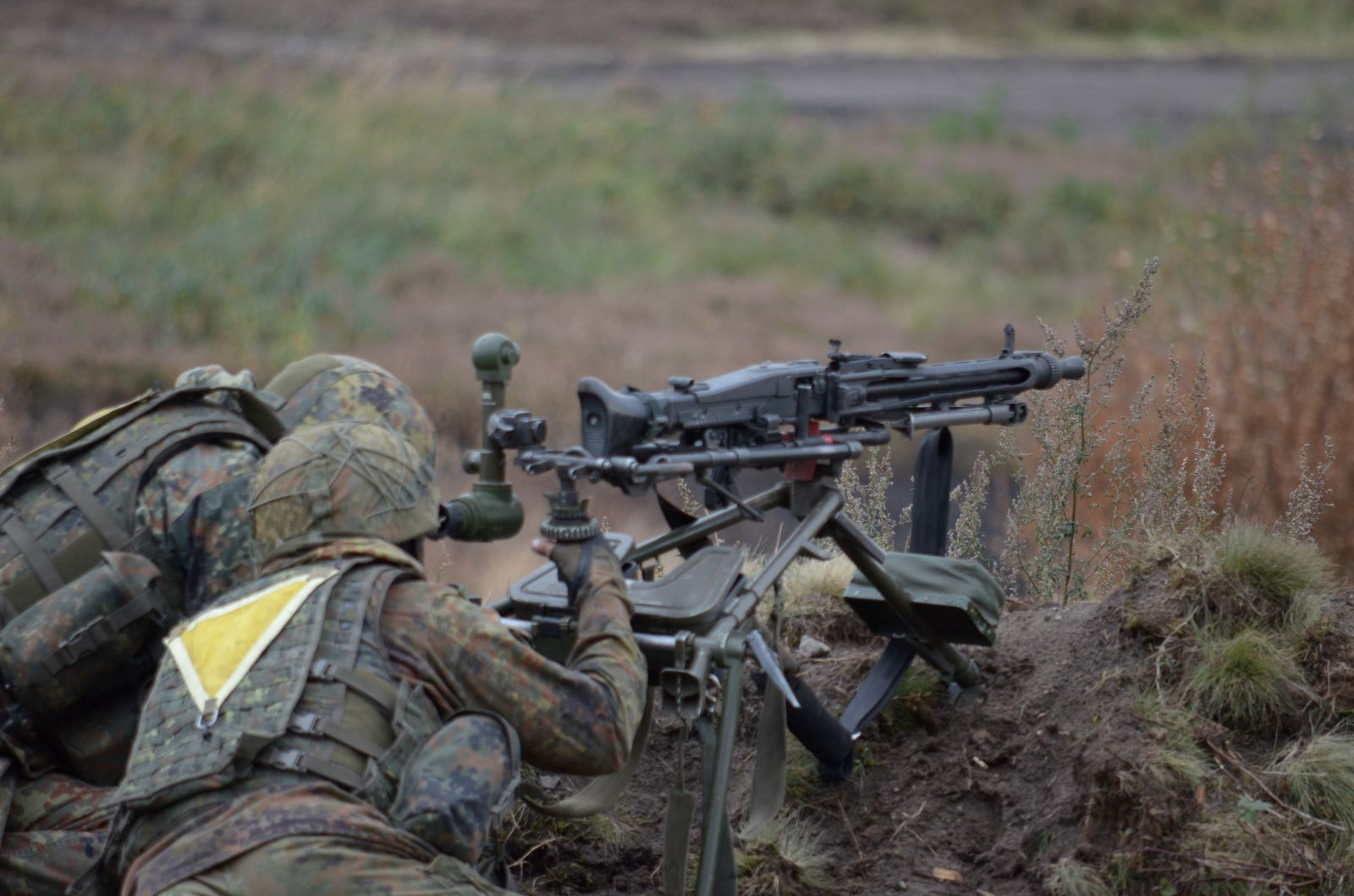
MG 3 у стаціонарній ролі важкого кулемета, встановлений на стабілізованій тринозі Feldlafette та оснащений оптичним перископічним прицілом Zielfernrohr 4×24

MG3 у стаціонарній ролі важкого кулемета встановлюється на стабілізовану триногу Feldlafette («польова тринога»), яка також оснащена контейнерами для зберігання аксесуарів, наприклад, перископічного оптичного прицілу Zielfernrohr 4×24. Приціл Zielfernrohr 4×24, як і MG3, монтується на Feldlafette і має градуйовану шкалу від 0 до 1 600 метрів із кроком у 100 метрів. Сітка Zielfernrohr 4×24 може підсвічуватися зовнішнім блоком. Він також може використовуватися з нічним прицілом FERO-Z 51.

## Варіанти
- MG1: версія MG 42 від Rheinmetall, перероблена під набій 7,62×51 мм НАТО.
- MG1A1 (MG 42/58): як MG1, але з прицілом, скоригованим під новий набій. Приціли були встановлені також на вже існуючі MG1.
- MG1A2 (MG 42/59): варіант MG1A1; подовжений отвір для екстракції гільз, покращений затвор і кільцевий буфер. Крім DM1 може використовуватися розсипна стрічка M13.
- MG1A3: варіант MG1A2 із покращеннями всіх основних компонентів.
- MG1A4: варіант MG1, призначений для використання на бронетехніці у фіксованому кріпленні.
- MG1A5: варіант MG1A3, перероблений до стандарту MG1A4.
- MG2: позначення для всіх кулеметів MG 42 часів війни, переобладнаних під набій 7,62×51 мм НАТО.
- MG3: варіант MG1A3 із додатковим зенітним прицілом.
- MG3E: варіант MG3 із зменшеною вагою (на 1,3 кг легший), розроблений для випробувань стрілецької зброї НАТО наприкінці 1970-х років.
- MG3A1: варіант MG3, призначений для використання на бронетехніці у фіксованому кріпленні.
- MG3KWS: варіант MG3, розроблений Rheinmetall і Tactics Group як тимчасова заміна, поки HK121 не замінить його.
- MG 42/59: Італійський варіант, вироблений компаніями Beretta, Whitehead Motofides і Franchi з 1959 року. Розрахований на набій 7,62×51 мм НАТО. Вага затвора збільшена до 1 200 г для зниження темпу стрільби до 800 пострілів за хвилину. Здебільшого використовувався на техніці, проте значною мірою був замінений FN Minimi.
- Ksp m/94: Шведський варіант, розрахований на набій 7,62×51 мм НАТО. Головним чином використовується як додаткове озброєння на танках Stridsvagn 122.

## Країни-оператори
MG3 все ще використовується як стандартна допоміжна зброя більшості сучасних німецьких броньованих бойових машин (Leopard 2, PzH 2000, Marder), як основна зброя легких/неброньованих транспортних засобів (LKW 2to, MAN GL, ATF Dingo) і як зброя піхоти на легких сошках, а також різних триногах.
Кулемет MG3 перебуває на озброєнні у близько 50 арміях світу та використовувався у понад 15 конфліктах, в тому числі:
- Австрія: На озброєнні MG 74 — варіант кулемету MG 42/59, який розроблений Beretta та виробляється за ліцензією компанією Steyr Mannlicher[11]
- Аргентина[12][13]
- Бангладеш: Використовується прикордонними військами Бангладешу[14].
- Бразилія: Використовується варіанти MG3 та MG3 A1 на танках Leopard 1A5 BR[15]
- Канада[16]
- Кабо-Верде[17]
- Чилі[18]
- Данія: MG 42/59 під маркою M/62 на озброєнні данських збройних сил[19].
- Естонія[20]
- Фінляндія: Варіант 7.62 KK MG 3. Використовується на танках Leopard 2 та вертольотах NH90[21].
- Німеччина: На озброєнні Бундесверу[17]. З 2011 планується повна заміна на кулемети HK MG4[22].
- Греція: Виробляється за ліцензією грецькою зброярською компанією Hellenic Defense Systems[18][23].
- Іран: Виробляється за ліцензією Defense Industries Organization під маркою MGA3[18][24].
- Італія: Виробляється за ліцензією під назвою MG 42/59 компанією Beretta; одночасно здійснюється заміна німецьких кулеметів, які знаходяться на озброєнні піхотних підрозділів на бельгійський FN Minimi. Разом з цим, MG 42/59 залишається на озброєнні вертольотів та броньованих бойових машин як додаткове озброєння[18][25].
- Литва: Збройні сили Литви[26].
- Мексика: Ліцензійне виробництво мексиканською фірмою SEDENA[27].
- М'янма[17].
- Норвегія[17].
- Пакистан: Ліцензійне виробництво Pakistan Ordnance Factories[18][28].
- Португалія[18].
- Сан-Томе і Принсіпі[17].
- Саудівська Аравія[17].
- Іспанія: Ліцензійний випуск кулеметів[18].
- Судан: Випускається суданською зброярською фірмою Military Industry Corporation під назвою Karar[29].
- Того[17].
- Туреччина: Виробляється компанією MKEK в провінції Кириккале за ліцензією з 1974[30] для  Збройних сил Туреччини та Жандармерії Туреччини[31].
- Україна: в 2022 році, під час російського вторгнення в Україну, уряд Німеччини 28 лютого оголосив про надання Україні 100 MG3 з 500 запасними стволами та затворами[32]. Також про надання MG 42/59 оголосив уряд Італії[33] 20-28 вересня 2022 року Німеччина передала Україні 6 з 30 запланованих кулеметів MG3 для встановлення на броньовані евакуаційні машини[34].
- Югославія: Копія кулемету під назвою Sarac вироблялася югославською Zavodi crvena zastava[18] під маркою M53[35].

## Галерея

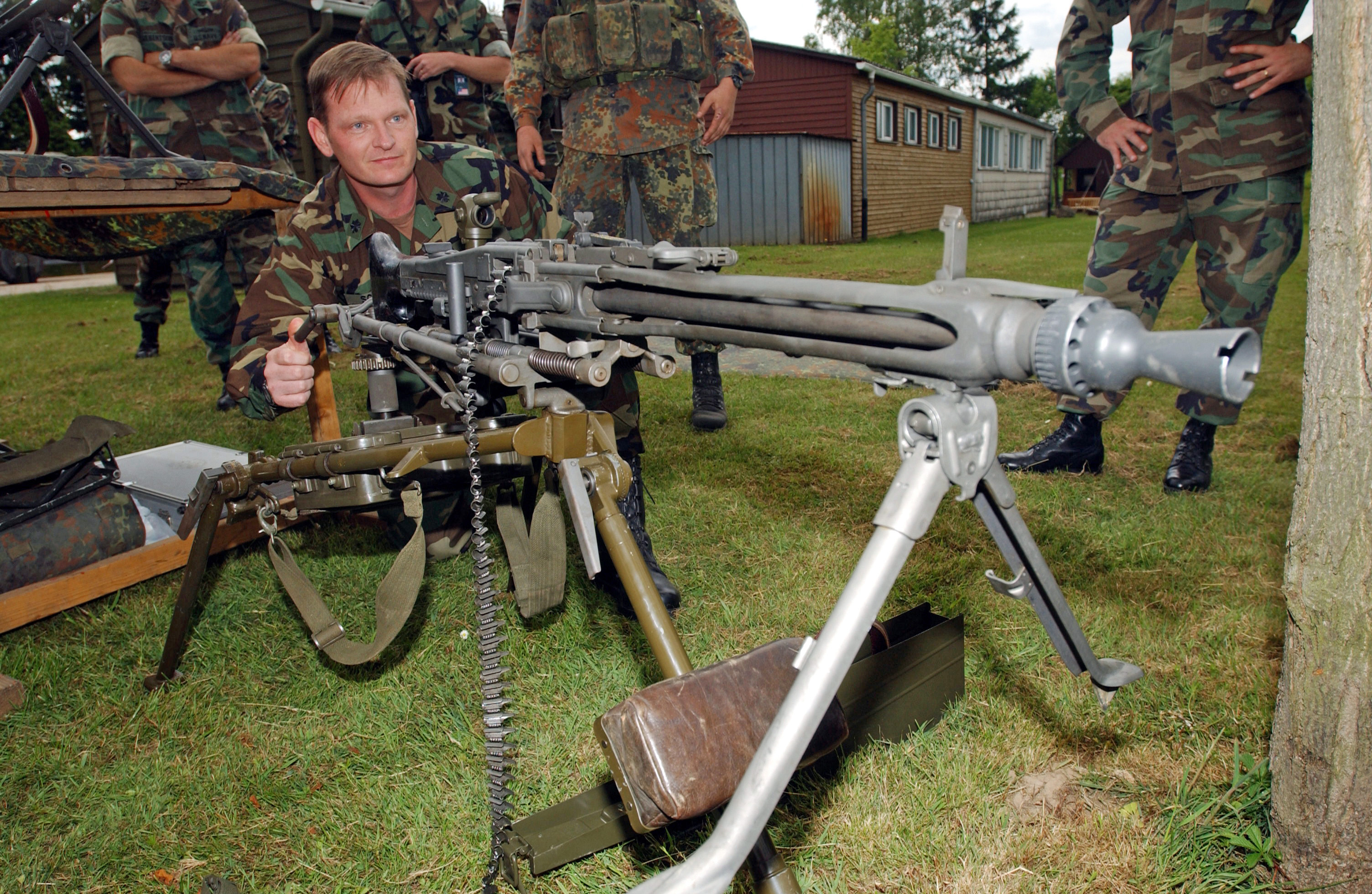
MG3 на тринозі
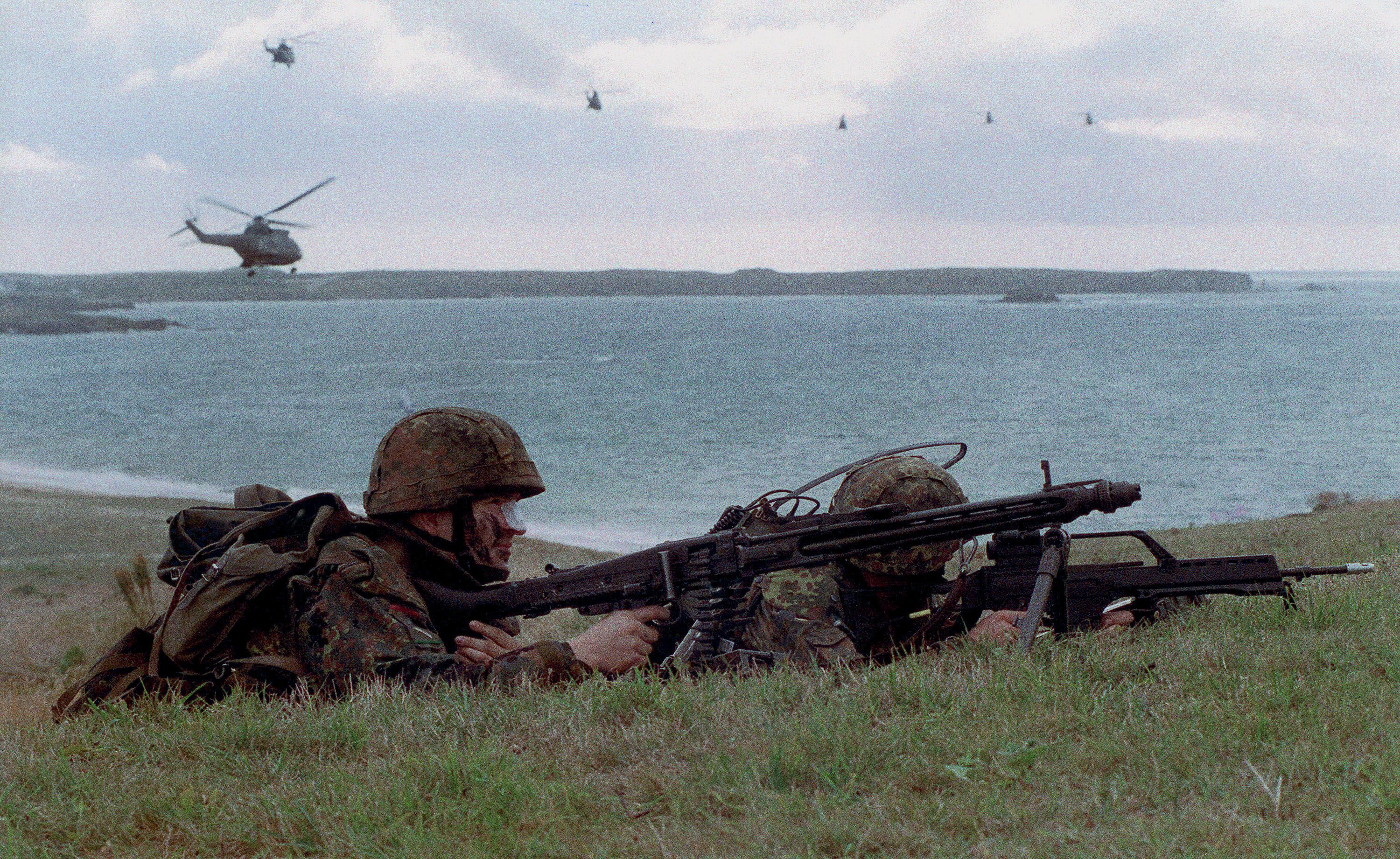
Підрозділ морської піхоти бундесверу на багатонаціональних навчаннях Northern Light 99 з кулеметом MG3 (січень 1999).
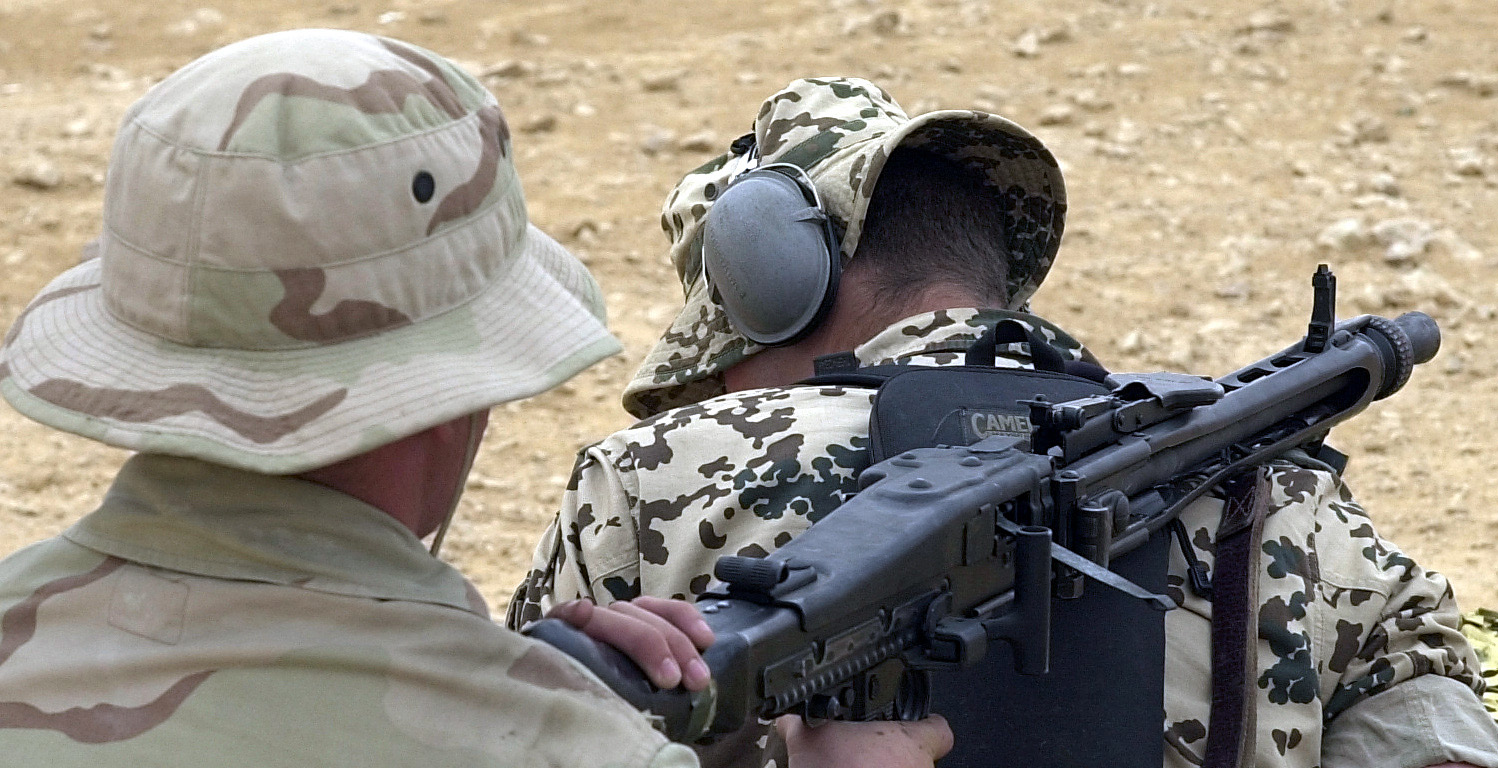
Морський піхотинець США з німецьким солдатом на тренуванні з MG3
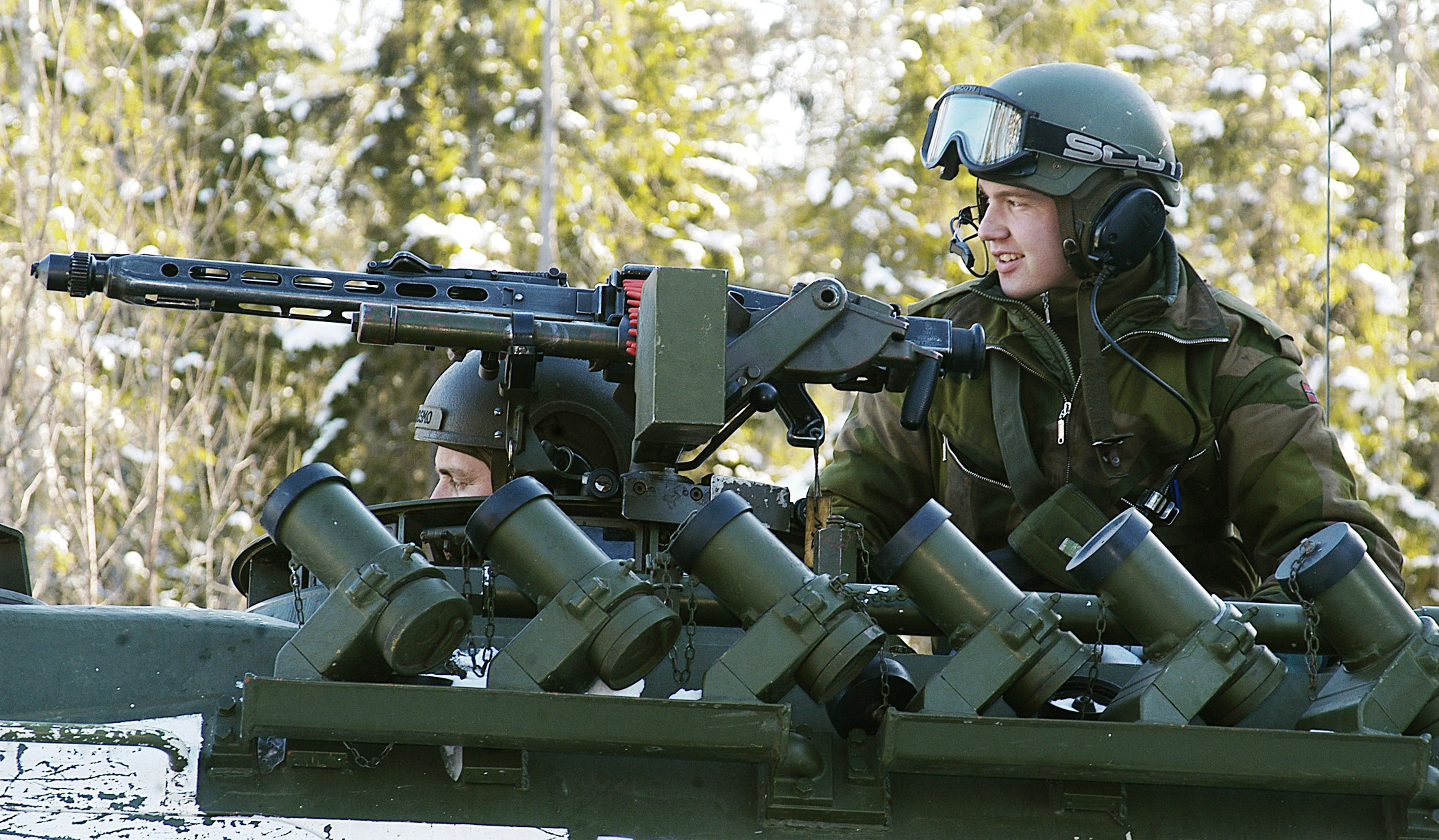
MG 3A1, встановлений на башті бойової броньованої машини Збройних сил Норвегії.
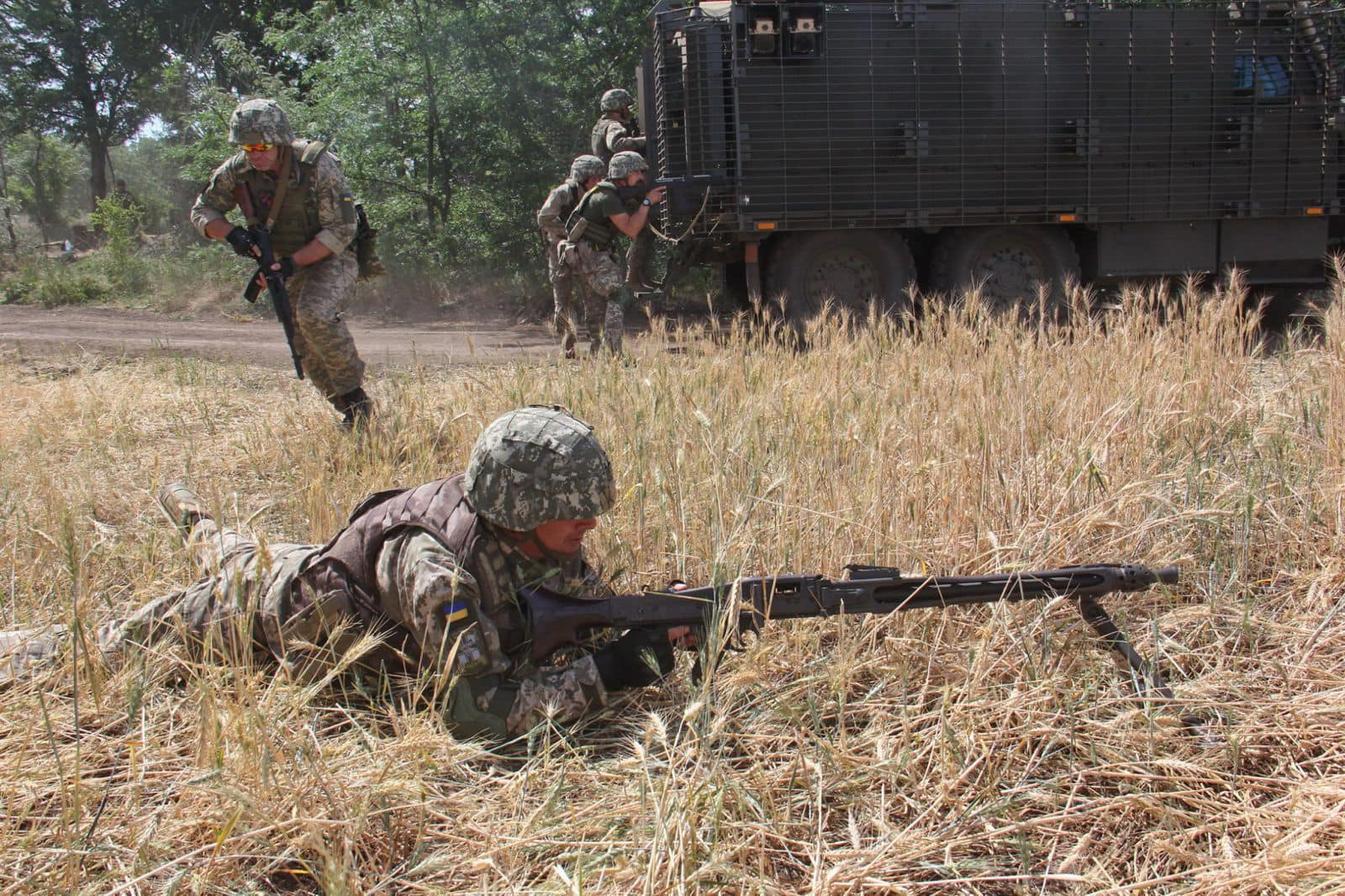
Український морпіх на навчаннях із MG3 (2022).